# 라이딩 위드 보이스
《라이딩 위드 보이스》(Riding in Cars with Boys)는 2001년 공개된 미국의 전기 코미디 드라마 영화이다.

## 줄거리
1961년 11살 베벌리는 크리스마스 선물로 브래지어를 원하지만 아버지 레너드로부터 공부에 집중하라는 말을 듣는다. 1965년 작가를 꿈꾸던 똑똑하지만 순진한 베벌리는 파티에서 짝사랑하던 남자아이에게 고백 편지를 줬다가 공개적으로 조롱당한다. 이때 베벌리는 그녀를 위로해준 레이와 사랑에 빠지고 하룻밤을 보내 임신하게 된다. 부모님의 화를 달래기 위해 서둘러 결혼하지만 결혼식에서 주변 사람들이 베벌리를 외면하자 친구 페이는 자신 또한 임신했음을 밝히며 함께 엄마가 될 것을 축하한다.
베벌리는 아들 제이슨을 낳고, 대학 장학금 면접에 제이슨을 데려갔다가 학업에 집중하기 어렵겠다는 이유로 탈락하고 만다. 페이는 남편과 이혼하고, 베벌리는 자신이 아들을 사랑하는지 확신하지 못한다. 아들이 익사할 뻔한 사건 이후 베벌리는 아들에게 더 집중하기로 다짐한다. 
제이슨의 일곱 번째 생일 파티에서 고등학교 동창들은 각자 성공한 모습을 보여주고, 베벌리는 캘리포니아로 이사해 학위를 딸 것을 제안 받는다. 하지만 레이는 헤로인 중독자이며 저축을 탕진했다는 사실을 고백하고, 베벌리는 레이를 돕기 위해 노력하지만 결국 레이를 떠나보낸다. 
2년 후 베벌리는 캘리포니아에서 공부할 돈을 마련하려고 페이와 대마를 제조하던 중 아버지 레이와 헤어지게 만든 베벌리에게 여전히 화가 나있는 제이슨의 신고로 레너드에게 체포된다. 페이는 베벌리와 연락을 끊는다는 조건으로 오빠와 함께 살게 된다.
1986년 베벌리는 대학 졸업 후 자서전을 출간하기 위해 레이를 찾아 나선다. 베벌리는 뉴욕 대학교에서 인디애나 대학교로 옮기고 싶어하는 제이슨과 갈등을 겪지만 레이를 만난 후 제이슨은 베벌리가 그동안 자신을 위해 희생했음을 깨닫는다. 결국 베벌리는 제이슨이 인디애나에 갈 수 있도록 차를 내주고, 레너드를 만나러 가는 길에 자신이 제이슨에게 했던 행동들을 후회하며, 제이슨을 자랑스러워한다.

## 출연
- 드루 배리모어 - 베벌리 "베브" 도노프리오 역
  - 미카 부럼 - 베브(11세) 역
- 스티브 잔 - 레이 해식 역
- 브리트니 머피 - 페이 포러스터 역
- 애덤 가르시아 - 제이슨 해식(20세) 역
  - 로건 러먼 - 제이슨(8세) 역
- 로레인 브라코 - 도노프리오 부인 역
- 제임스 우즈 - 레너드 도노프리오 역
- 세라 길버트 - 티나 역
- 데즈먼드 해링턴 - 보비 역
- 데이비드 모스카우 - 리저드 역
- 매기 질런홀 - 어밀리아(20세) 역
  - 스카이 매콜 바투지액 - 어밀리아(8세) 역
- 피터 패치넬리 - 토미 부처 역
- 머리사 라이언 - 재닛(19세) 역

## 우리말 녹음
KBS 성우진 (2006년 2월 5일)
- 차명화 - 베벌리(드루 배리모어)
- 강수진 - 레이(스티브 잔)
- 유동균 - 제이슨(애덤 가르시아)
- 이현선 - 페이(브리트니 머피)
- 김세한 - 베벌리 아버지(제임스 우즈)
- 김정희 - 베벌리 어머니(로레인 브라코)
- 이근욱
- 홍영란
- 김관진
- 배정미
- 안소연
- 전인배
- 정훈석
- 이규석
- 최정호